# 중국 민주화 운동
중국 민주화 운동(중국어: 中華人民共和國民主運動, 영어: Chinese democracy movement)은 중국 공산당의 계속되는 통치에 반대하는 중화인민공화국의 일련의 민주화 운동을 말한다. 이는 1953년 중국공산당 행정최고회의에서 량수밍이 마오쩌둥에게 도전한 것으로 거슬러 올라간다. 그 해에 중앙당은 농촌 토지의 소유권을 민간 소유에서 집단 소유로 변경하였다.
마오쩌둥이 죽은 후, 1978년 11월 베이징의 봄 동안 그러한 운동이 있었고 1989년 천안문 광장 시위에서 다시 강하게 있었다.

## 역사
중국의 민주화 운동은 1953년 중국공산당 행정최고회의에서 양수명이 마오쩌둥에게 도전한 것으로 거슬러 올라간다. 그 해에 중앙당은 농촌 토지의 소유권을 민간 소유에서 집단 소유로 변경하였다.
마오쩌둥이 죽은 후, 1978년에 민주화 운동이 재개되었는데, 그 때 문화 혁명 후에 베이징 봄으로 알려진 짧은 자유화가 일어났다. 이 운동의 설립 문서는 위경생의 제5차 근대화 선언으로 여겨지는데, 그는 이 문서를 작성한 혐의로 징역 15년을 선고 받았다.
1980년대 내내, 이러한 생각들은 대학 교육을 받은 중국인들 사이에서 인기가 증가했다. 증가하는 부패, 경제적 혼란, 그리고 소련과 동유럽의 개혁이 중국을 뒤로 하고 있다는 인식에 대응하여 1989년에 톈안먼 사건이 일어났다. 이 시위는 1989년 6월 4일 정부군에 의해 진압되었다. 이에 맞서 재외 화교 학생운동가들에 의해 민주화 단체들이 결성되었고, 중국 지원 네트워크(CSN)를 결성했던 서양인들 사이에 상당한 동정심이 있었다.

## 현재의 상황
이것은 부분적으로 중국 정부가 국민들의 언론의 자유에 대한 통제를 강화한 결과일 수도 있고, 따라서 무관심한 것처럼 보이거나, 중국이 최근 몇 년간 단행한 전반적인 경제 및 사회 개혁의 결과일 수도 있다. 소련이 민주주의와 자본주의로 전환하는 과정에서 겪었던 어려움은 점진적인 개혁이 현명한 정책이라는 중국의 공식 입장을 입증하는 데 사용되었다. 구조적으로 중국민주연합, 민주중국연합, 독립중국학생장학연맹 등 미국의 민주화추진단체들은 내부 갈등과 내분으로 어려움을 겪었다. 가장 선호하는 국가 무역 현황과 중국 내외에서 인기가 높았지만 미국 국민의 79%(비즈니스위크)와 해외 민주주의 운동에 반대하는 중국의 세계무역기구 가입 문제를 놓고 많은 지지를 잃었다. 시진핑이 2012년 중국 공산당 총서기의 뒤를 이은 후, 중국의 민주주의 상황은 더 나빠졌다.
중국 본토에서의 검열은 인터넷을 포함하여 매우 엄격하다.
나이든 학생들과 젊은 학생들 사이에 세대 차이가 나타나기 시작한 것은 문화 혁명 이후에 태어난 사람들이 대학 캠퍼스에 들어오기 시작하면서부터이다. 이 학생들은 나이든 운동가들을 민주화보다 친미주의자로 인식했고, 따라서 그들은 중국공산당을 훨씬 더 지지한다.

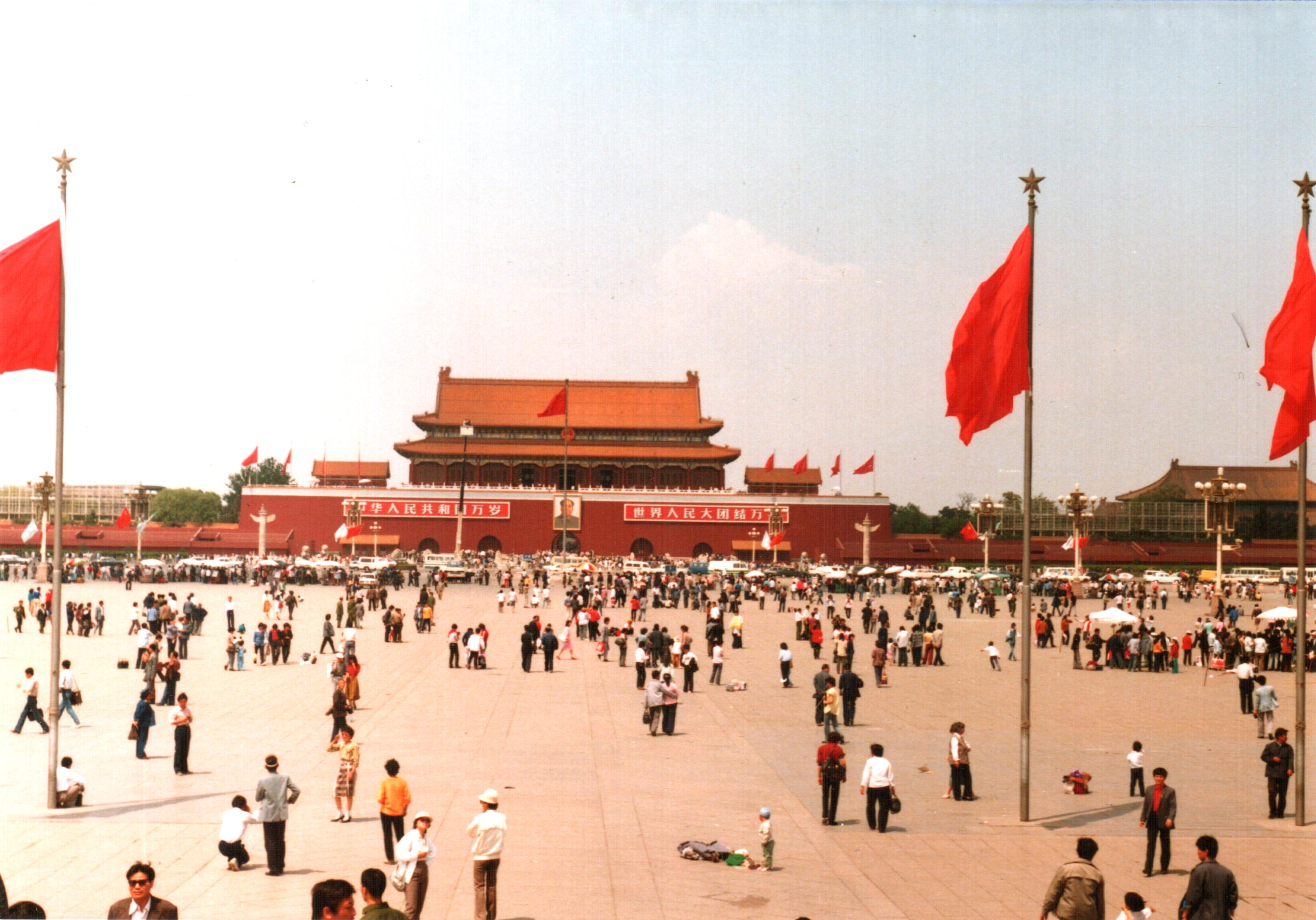
톈안먼 사건이 일어나기 1년전의 톈안먼 광장

## 같이 보기
- 중국 재스민 혁명